# Закони Валерія та Горація
Закони Валерія та Горація (лат. leges Valeriae Horatiae) — закони, запропоновані та прийняті протягом 449 року до Різдва Христового римськими консулами Луцієм Валерієм Потітом та Марком Горацієм Барбатом. Вони прийняли закон (provocatio ad populum), що йменував собою дозвіл звернення громадян до народу та вжили заходів, які були направлені на розширення прав плебеїв. Дії цих консулів відбулися після повстання плебеїв, відомого в історії Римської Республіки, як Друга сецесія, під час якої був скинутий другий децемвірат. Протягом цих подій, Луцій Валерій та Марк Горацій проявили сміливість та співчуття до плебеїв і в результаті чого були обранні для ведення переговорів з повсталими. Саме завдяки законам Валерія та Горація плебейські повстання були подавлені.

## Передумови

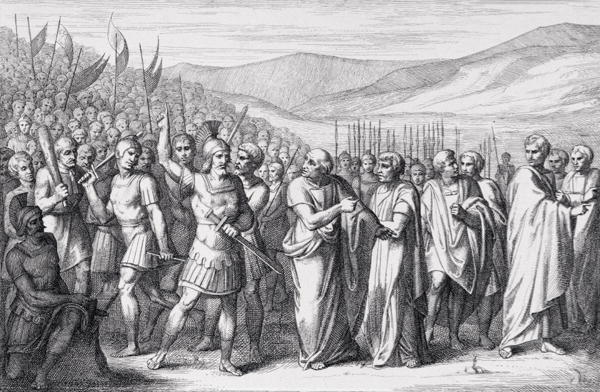
Плебеї залишають Рим, щоб примусити патриціїв до поступок. Гравюра Б. Барлоччіні.

В 454 році до Різдва Христового, в час, який мав ознаменуватись як двохсотріччя конфлікту між патриціями та плебеями, патриції дали згоду на призначення групи законодавців, обраних в рівній кількості з плебеїв і патриціїв задля ухвалення тих рішень, які будуть корисними для обох сторін та забезпечать рівну свободу для кожного громадянина Римської Республіки. Плебеї хотіли опублікувати цей звід законів, задля того, щоб правила і заходи захисту, а також покарання були чіткими та відкритими, адже до цього часу ці закони не були кодифікованими для вільного використання, що часом ставало причиною зловживання владою патриціїв. В цей час робота консульства і плебейських трибунів була призупинена, тож, задля розробки законів була призначена комісія з десяти осіб — децимвірів.
Децимвіри також повинні були діяти як уряд, звільнений права людей апелювати проти довільних дій з їх боку. Поведінка першого decemvirate була зразковою, і ці нововедення склали основу десяти бронзових таблиць.
Проте, було висловлено думку про те, що для його завершення необхідно прийняти ще два закони, тому задля цього був обраний новий децемвірат. За словами Тита Лівія, другий децемвірат був деспотичним і порушував права людей, користуючись їх звільненням від права на апеляцію. В кінцевому підсумку це призвело до плебейського повстання, відомого як Друга плебейська сецесія . Плебеї відійшли до Монте-Сакро (Священна гора) за межами міста і взяли на себе обіцянку залишатися там до тих пір, поки їх вимоги не будуть виконані. Сецесія була ефективною формою боротьби плебеїв проти патриціїв за свої політичні і соціальні права, оскільки масовий вихід населення з Риму паралізовував економічне життя міста. Їх вимогами були відставка децемвірів, відновлення права апелювати до народу і відновлення плебейських трибунів і їх повноважень
Луцій Валерій і Марк Горацій, два патриція, проявили симпатію до плебеїв та відправлись на переговори до Монте-Сакро. Ці переговори були успішними, тож децемвіри подали у відставку, і сецесію було скасовано. Завдяки цьому, Луцій Валерій і Марк Горацій були обрані консулами на цей рік. Вони відновили право апелювати до народу і вжили заходів, які були вигідні для плебеїв, для вирішення їх скарг, що виникли під час повстання.

## Закони

### Перший закон
Lex Valeria Horatia de plebiscitis — постановив, що резолюції, прийняті плебейською радою мали бути обов'язковими для всіх. Плебеї реорганізували цей орган як власні збори, де вони могли обговорювати свої нагальні питання.
Ці плебейські інституції були створені для захисту плебеїв від жорстокого поводження з боку консулів і римської аристократії, і були відокремлені від органів, що контролювались патриціями. Патриції в свою чергу відмовилися визнати резолюцію, обов'язковою, для всього народу і, отже, для патриціїв. Тит Лівій писав, що: «оскільки це було як би спірне питання, чи пов'язані патриції правилами, прийнятими на зборах общин, вони [консули] запропонували закон, що незалежно від загального порядку, все населення має бути об'єднаним»."

### Другий закон
Lex Valeria Horatia de provocatione — відновив право на (provocatio ad populum), що означає звернення до народу. Згідно з цим законом громадянин міг закликати народ для перегляду своєї справи задля зменшення тиску сили вжитої проти нього консулами чи посадовими особами. Цей закон також забороняв створення будь-яких офіційних посад, які були б звільнені від права народу апелювати на них. Тит Лівій зазначав, що завдяки цьому закону право народу на апеляцію було не тільки відновлено, але й укріплене в майбутньому новим актом. Тобто, цим правом заборонялося призначення будь-якого магістрату в якого не було права на апеляцію, і за умови, якщо що хто-небудь, призначив би цю магістратуру, то він міг бути б справедливо і законно засудженим до смертної кари, і при цьому людина, яка засудила його до смерті, не повинна була б бути визнаною винною у цьому вбивстві."

### Третій закон
Lex Valeria Horatia de tribunicia potestate — відновив повноваження трибунів potestas. Він також ввів в дію принцип недоторканності (sacrosanctitas) плебейських трибунів, едилів і децемвірів. Це право ґрунтувалося на lex sacrata (священному законі), згідно з яким храм, священний предмет або людина можуть бути оголошені фізично недоторканними (священними). Згідно Фесту, «Священні закони — це своєрідні санкції, у випадку порушення яких, винуватець стає проклятим разом з його сім'єю і майном». Крім цього, кожен, хто його вбивав, виконував священний обов'язок і не був покараний, адже мертвий порушник був відданий богу чи богам, якими був проклятий."
Принцип недоторканності плебейських трибун був встановлений після першого плебейського повстання. Крім цього, плебейські трибуни мали право виступати проти дій консулів або посадових осіб, які вони вважали шкідливими для окремих плебеїв. Ця влада ґрунтувалася на тому принципі, що кожна людина на плебейській трибуні була священною. Той, хто заподія йому біль, оголошувався sacer (проклятим) . Фактично це означало, що плебеї поклялися вбивати будь-кого, хто нашкодив би їхнім трибунам, маючи від цим релігійну основу.
Лівій сказав, що консули оновили potestas tribunicia "з певними священними обрядами, відродженими з далекого минулого, і на додаток до забезпечення їх недоторканності завдяки релігії, вони прийняли закон, який постановлював, що якщо хоч хтось би задіяв якесь насилля до плебсу, будь то трибун, едилі чи децемвіральний суддя, то його особистість вважалася відданою та присвяченою Юпітеру, а його майно продавалось на користь храма Церери, Лібера і Лібери … ".

## Аналогічні події в римській історії та думка сучасних істориків
В історії Риму відомі три приклади законів, що були спрямованні на отримання права апеляції та розширення прав плебеїв. Наприклад, історикам відомі два закони про апеляцію, що були запропоновані двома консулами, які також були членами роду Валеріїв, перший — Публієм Валерієм Публікулою в 509 рокі до Р.Х, а другий — Марком Валерієм Корвом в 300 році до Р. Х. Окрім цього, також були висунуті два інших закони, які передбачали обов'язкове використання плесбіцитів для всього народу. Перший був опублікований Квінтом Публілієм Філоном в 339 рокі до нашої ери, а другий — Квінтом Гортензієм в 287 році до Р. Х. Це привело деяких істориків до думки, що у обох випадках перший та другий закони не є історичними і лише третій закон є дійсно правдивим.
Британський історик доктор Т.Дж. Корнелл, оскаржує наведену вище точку зору. Він вказує, що римські законодавці неодноразово зачіпали одну і ту ж тему і включали до положення чинного закону різноманітні поправки . Він стверджує, що не можна довести, що три закони про апеляцію були ідентичні і що мета закону Валерія та Горація полягала в тому, щоб «не надавати право на апеляцію, а заборонити створення магістратур, що не підлягають оскарженню». Він зазначає, що Лівій зазначав, що закон про апеляцію Марка Корвуса був «більш ретельно викладений». Лівій також писав: «Уже втретє після вигнання царів одна і та ж сім'я в кожному випадку вводила такий закон». Він уточнив, що другий і третій закони були оновленням, і сказав, що він вважає, що причиною на це було те, що багатство небагатьох становило більшу владу, ніж свобода плебсу. Він додав, що закон забороняє бичування або страту тих, хто подав апеляцію, а лише передбачає, що якщо хто-то повинен ігнорувати [його] судові заборони, це повинно вважатися злим діянням.
Історик Сергій Іванович Ковальов також розділяє думку, що важко визначити, що серед всього цього має історичну основу. У своїй книзі «История Рима» він говорить: « В частности, возникает вопрос: зачем понадобилось подтверждение права апелляции, если оно уже было внесено в „Законы XII таблиц“? Также не ясен вопрос о законодательной силе плебисцитов. Мы увидим ниже, что аналогичные постановления будут приниматься еще дважды: в 339 и 287 гг. Поэтому не раз высказывались предположения, нет ли и здесь дублирования закона, принятого только в 287 г.»